# Hengoat
Hengoat foi uma antiga comuna francesa na região administrativa da Bretanha, no departamento Côtes-d'Armor. Estendia-se por uma área de 6,11 km². Em 2010 a comuna tinha 203 habitantes (densidade: 33,2 hab./km²).
Em 1 de janeiro de 2019, passou a formar parte da nova comuna de La Roche-Jaudy.